# Carla Rust
Pour les articles homonymes, voir Rust.
Carla Rust, née à Brême (Empire allemand) le 15 septembre 1908 et morte à Hindelang, en Bavière (Allemagne) le 27 décembre 1977 , est une actrice de cinéma allemande qui a tourné dans 35 films entre et 1935 et 1957.

## Biographie
Carla Rust fait ses débuts sur scène en 1928 au Théâtre d'État de Mayence. En 1930, elle est engagée au Staatstheater de Nuremberg, où elle travaille jusqu'en 1933. Après un intermède à Dresde, elle joue à partir de 1935 au Theater am Schiffbauerdamm de Berlin.
Cette même année, l'actrice blonde obtient son premier rôle au cinéma. En 1938, elle est la partenaire de Luis Trenker dans Lettres d'amour de l'Engadine et de Beniamino Gigli dans Mon cœur vous appartient (Dir gehört mein Herz). Avec son mari, l'acteur Sepp Rist, elle joue principalement dans des films de montagne, dans un environnement alpin.
Carla Rust apparaît dans des rôles de dame de premier plan (leading lady (en)) dans nombre de films tournés pendant la période nazie.

## Filmographie partielle
- 1937 : Madame Bovary de Gerhard Lamprecht :
- 1938 : Les étoiles brillent (Es leuchten die Sterne) de Hans H. Zerlett
- 1938 : Liebesbriefe aus dem Engadin (de)
- 1938 : Dir gehört mein Herz (de)
- 1939 : Marionette de Carmine Gallone
- 1944 : Ein fröhliches Haus (de)
- 1944 : La parole est à la défense (Der Verteidiger hat das Wort)